# 돈 딜러웨이

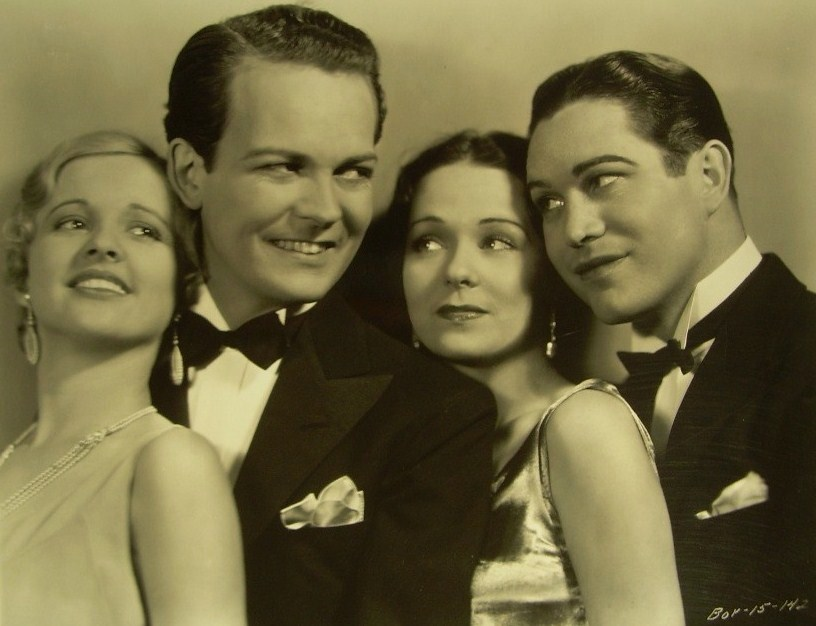

돈 딜러웨이(Don Dillaway, 1903년 3월 17일 ~ 1982년 11월 18일)는 미국의 배우, 영화배우이다.
뉴욕에서 태어났으며 캘리포니아주에서 사망하였다. 사인은 질병이다.

## 영화
- 선라이즈 앳 캠포벨로 (1960년) - 슬로안 역
- 페리 메이슨 (1957년)
- 타란툴라 (1955년)
- 슈퍼맨 - 54년작 3 (1954년)
- 케인호의 반란 (1954년) - 조지 - 샤우퍼 역
- 에디 캔터 스토리 (1953년)
- 익스프레스 (1952년)
- 스톰 워닝 (1951년)
- 아윌 겟 바이 (1950년)
- 빅 스틸 (1949년)
- 위대한 앰버슨가 (1942년)
- 원 이어 레이터 (1933년)
- 참극의 선착장 (1930년)